# Estadi Sixto Escobar
L'Estadi Sixto Escobar és un estari utilitzat majoritàriament per a partits de futbol ubicat a San Juan, Puerto Rico. Va ser obert el 12 de novembre de 1935. Els Cincinnati Reds van realitzar la formació de primavera a l'estadi el 1935 i 1936. El 1938, l'Assemblea Legislativa de Puerto Rico va anomenar l'estadi i parc circumdant en honor de Sixto Escobar, un boxejador professional porto-riqueny que es va convertir en primer campió mundial de Puerto Rico. El 2011 l'estadi va ser reparat i millorat per acollir el River Plate Puerto Rico, però el club mai ha arribar a jugar allà.